# Innocent Witness
Pour plus de détails, voir Fiche technique et Distribution.
Innocent Witness (hangeul : 증인 ; RR : Jeungin, litt. « Témoin ») est un film dramatique sud-coréen co-écrit et réalisé par Lee Han et sorti en 2019 en Corée du Sud.
Il totalise plus d'un million d'entrées au box-office sud-coréen de 2019.

## Synopsis
Soon-Ho (Jeong Woo-seong), un avocat sans succès, est chargé de défendre un suspect dans une affaire de meurtre. La seule témoin est Ji-woo (Kim Hyang-gi), une jeune fille autiste.

## Fiche technique
- Titre original : 증인
- Titre international : Innocent Witness
- Réalisation : Lee Han
- Scénario : Lee Han et Moon Ji-won
- Photographie : Lee Tae-yoon
- Montage : Nam Na-yeong
- Musique : Jo Yeong-wook
- Production : Kim Jae-joong, Lee Jun-woo et Kim Woo-jae
- Société de production : Movie Rock et Studio By The Library
- Société de distribution : Lotte Cultureworks
- Pays d’origine :  Corée du Sud
- Langue originale : coréen
- Format : couleur
- Genre : drame
- Durée : 129 minutes
- Date de sortie :
  - Corée du Sud : 13 février 2019
  - Taïwan : 27 février 2019

## Distribution
- Jeong Woo-seong : Soon-ho
- Kim Hyang-gi : Ji-woo
- Lee Kyu-hyung : Hee-joong
- Yeom Hye-ran : Mi-ran
- Jang Young-nam (en) : Hyeon-jeong
- Jung Won-joong : Byeong-woo
- Kim Jong-soo : Man-ho
- Kim Seung-yoon : Shin-hye
- Park Geun-hyeong (en) : Kil-jae
- Song Yun-ah : Soo-in
- Lee Jun-hyeok (en) : Yoon-jae
- Lee Re : Kyeong-hee